# Battlefield Heroes
Battlefield Heroes – gra komputerowa z gatunku strzelanek trzecioosobowych wyprodukowana przez szwedzkie studio Digital Illusions CE i wydana przez Electronic Arts 25 czerwca 2009 roku. Jest to produkcja do rozgrywki wieloosobowej i opiera się na modelu biznesowym free-to-play. Należy do serii gier Battlefield.
W Battlefield Heroes gracz wciela się w żołnierza stojącego po stronie Royal Army (parodia aliantów) lub National Army (parodia państw Osi). Pozwala na wybranie jednej z trzech klas żołnierzy, charakteryzujących się różnymi stylami walki. Możliwe jest przyspieszenie rozwoju kierowanej postaci poprzez dokonywanie mikropłatności. Gra utrzymywana była w komiksowej stylistyce, parodiującej tematykę II wojny światowej.
Battlefield Heroes otrzymała głównie mieszane recenzje, uzyskując według agregatora Metacritic średnią ocen 69 na 100. W marcu 2011 roku ogłoszono, że utworzonych zostało ponad 7 milionów kont użytkowników. 14 lipca 2015 roku zostały wyłączone serwery gry, a wkrótce po tym jej oficjalna strona.